# Charophyceae
Charophyceae, biljni razred u diviziji parožina (Charophyta). Sastoji se od 4 imenovana reda, plus incertae sedis

## Podjela
- Classis Charophyceae Rabenhorst  1196 vrsta
  - Ordo Charales Dumortier 1088 vrsta
    - Characeae S.F.Gray 924
    - Clavatoraceae Pia 25
    - Eocharaceae Grambast 1
    - Feistiellaceae Schudack 24
    - Porocharaceae Grambast 114

  - Ordo Charophyceae ordo incertae sedis 4 vrste
    - Chariella Birina	1
    - Marenita Korde 2
    - Sphairionia Tiên	1

  - Ordo Moellerinales Feist-Castel & N.Grambast 11
    - Moellerinaceae Feist-Castel & N.Grambast 11

  - Ordo Sycidiales; 19 vrsta u dvije porodice
    - Chovanellaceae Grambast	 2
    - Sycidiaceae Karpinsky 15
    - Trochiliscaceae Karpinsky 10

  - Ordo Umbellinales Doweld	66
    - Umbellinaceae Tappan 66